# Buadiposo-Buntong
Buadiposo-Buntong ist eine philippinische Stadtgemeinde in der Provinz Lanao del Sur. Sie hat 16.130 Einwohner (Zensus 1. August 2015).

## Baranggays
Buadiposo-Buntong ist politisch in 33 Baranggays unterteilt.
| - Bacolod - Bangon - Buadiposo Lilod - Buadiposo Proper - Bubong - Buntong Proper - Cadayonan - Dansalan - Gata - Kalakala - Katogonan | - Lumbac - Lumbatan Manacab - Lumbatan Pataingud - Manacab (Pob.) - Minanga (Buntong) - Paling - Pindolonan - Pualas - Buadiposo Raya - Sapot - Tangcal | - Tarik - Tuka - Bangon Proper - Raya Buntong (Buntong East) - Lunduban (Ragondingan) - Ragondingan East - Ragondingan Proper - Ragondingan West - Boto Ragondingan - Datu Tambara - Dirisan |